# Meropleon
Meropleon là một chi bướm đêm thuộc họ Noctuidae.

## Loài
- Meropleon ambifusca (Newman, 1948)
- Meropleon cinnamicolor Ferguson, 1982
- Meropleon cosmion Dyar, 1924
- Meropleon diversicolor (Morrison, 1875)
- Meropleon linae Metlevski, 2005
- Meropleon titan Todd, 1958